# Ludus Magnus

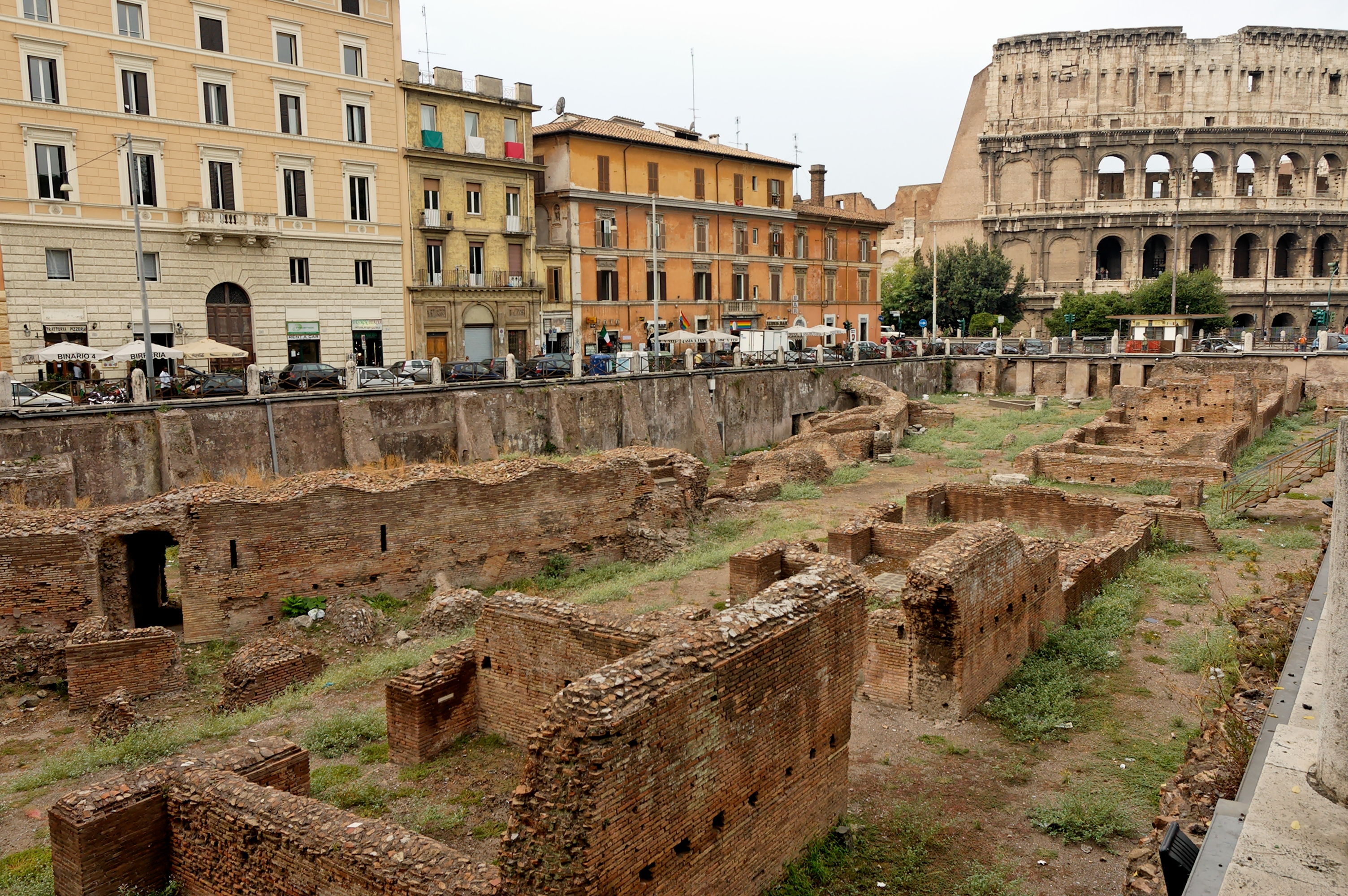
Resterna av Ludus Magnus vid Via Labicana.

Ludus Magnus var den största gladiatorskolan i romerska riket och låg vid Colosseum i Rom. Ludus Magnus uppfördes under Domitianus (81–96) och byggdes om under Trajanus (98–117).
Mellan Ludus Magnus och Colosseum löpte en underjordisk gång. I början av 500-talet övergavs Ludus Magnus och fick förfalla. Anläggningen upptäcktes 1937 och grävdes ut under de två följande decennierna.